# Tod aus der Tiefe
Tod aus der Tiefe ist ein deutsch-österreichischer Katastrophenfilm, produziert von der Crazy Film GmbH für die ProSiebenSat.1 Media. Der Thriller wurde im September 2009 erstmals auf ProSieben und im ORF ausgestrahlt und wurde seitdem mehrfach, auch in Sat.1, wiederholt.

## Inhalt
Thematisch erinnert dieser Katastrophenfilm an Frank Schätzings Der Schwarm. Aus heiterem Himmel erkranken Badegäste an der deutschen Nordseeküste schwer, teilweise mit Todesfolge. Als gemeinsame Ursache lässt sich anfangs das Baden im Meer ermitteln. Ärztin Eva Meinert informiert das Umweltbundesamt, welches unter Leitung des Neurotikers Peter Kranz und seinem Team ermittelt, darunter Meeresbiologe Finn. Schnell werden Einzeller lokalisiert, die zu Mehrzellern mutieren und sich von erdölhaltigen Substanzen ernähren. Nicht nur die fiktive Nordseeinsel Nordrum neben Borkum, die als Ursprungsherd gilt, muss evakuiert werden. Der Erreger breitet sich epidemieartig auch auf das Grund- und Trinkwasser aus. Während auch andere Beteiligte mit dunklen Geldgeschäften ihr Unwesen treiben hat die unkontrollierbare Erbarmungslosigkeit der Evolution zugeschlagen und Kreaturen geschaffen, die der Menschheit ein endgültiges Ende bereiten könnten. Peter Kranz und seine Mannschaft nehmen den schonungslosen Kampf gegen das Ungewisse auf.

## Hintergrund
Was im ProSieben-Thriller fiktiv erzählt wird, basiert auf wahren Umständen, daher zeigte der Sender im Anschluss an den Film die Sendung „Galileo Spezial: Tod aus der Tiefe – welche Gefahr lauert im Meer?“.
Die Dreharbeiten fanden 2008 auf der Insel Borkum, in Wilhelmshaven am Jadebusen und auf Malta statt.

## Kritik
„Handelsüblicher (Fernseh-)Katastrophen-Thriller vor dem Hintergrund von Umweltkatastrophen und Klimawandel.“

TV Spielfilm urteilte, „der Film [spinnt] solides Seemannsgarn: Wilson und Yardim spielen trotz Klischeedialogen mit Verve, und die Tricks haben oft Kinoniveau.“ Das Fazit lautet „Der Unterwasserhorror taucht was!“